# Bodryj (1902)
Bodryj (ros. Бодрый) – rosyjski niszczyciel z początku XX wieku, jedna z 22 zbudowanych jednostek typu Bojkij. Okręt został zwodowany 4 maja?/17 maja 1902 roku w krajowej stoczni Zakłady Newskie w Petersburgu, a do służby w Marynarce Wojennej Imperium Rosyjskiego został wcielony we wrześniu 1902 roku, z przydziałem do Floty Bałtyckiej. Podczas wojny rosyjsko-japońskiej okręt został przerzucony na Daleki Wschód i wziął udział w bitwie pod Cuszimą, po której został w czerwcu 1905 roku internowany w chińskim porcie Szanghaj. W czasie I wojny światowej służył na Dalekim Wschodzie. Podczas wojny domowej został przejęty przez Japończyków, a następnie złomowany w 1922 roku.

## Projekt i budowa
Okręt był jednym z 22 niszczycieli typu Bojkij zbudowanych w krajowych stoczniach, będących ulepszoną i powiększoną wersją zaprojektowanych w brytyjskiej stoczni Yarrow jednostek typu Sokoł . Zbudowany został w Zakładach Newskich w Petersburgu . Stępkę okrętu pod nazwą „Pieskar” („Пескарь”) położono w 1901 roku, a zwodowany został jako „Bodryj” 4 maja?/17 maja 1902 roku  .

## Dane taktyczno-techniczne
„Bodryj” był niewielkim, czterokominowym niszczycielem . Długość całkowita wynosiła 64 metry, szerokość 6,4 metra i maksymalne zanurzenie 2,59 metra. Wyporność jednostki wynosiła 350 ton. Okręt napędzany był przez dwie pionowe maszyny parowe potrójnego rozprężania o łącznej mocy 5700 KM, do której parę dostarczały cztery kotły Yarrow . Dwuśrubowy układ napędowy pozwalał osiągnąć prędkość 26 węzłów . Okręt mógł zabrać zapas węgla o maksymalnej masie 80 ton, co zapewniało zasięg wynoszący 1200 Mm przy prędkości 12 węzłów .
Uzbrojenie artyleryjskie okrętu stanowiły: umieszczone na nadbudówce dziobowej pojedyncze działo kalibru 75 mm Canet L/48 oraz pięć pojedynczych dział trzyfuntowych kalibru 47 mm Hotchkiss M1885 L/40 . Jednostka wyposażona była w jedną dziobową stałą i dwie pojedyncze obracalne pokładowe wyrzutnie torped kalibru 381 mm, z łącznym zapasem sześciu torped . Ponadto okręt mógł zabrać na pokład 12–18 min .
Załoga okrętu liczyła 62–69 oficerów, podoficerów i marynarzy .

## Służba
„Bodryj” został wcielony do służby w Marynarce Wojennej Imperium Rosyjskiego we wrześniu 1902 roku . Jednostka weszła w skład Floty Bałtyckiej.
Od jesieni 1903 roku „Bodryj” znajdował się w drodze na Daleki Wschód, w składzie zespołu dowodzonego przez kadm. Andersa Wireniusa (pancernik „Oslabia”, krążowniki „Dmitrij Donskoj”, „Ałmaz” i „Aurora”, niszczyciele „Bujnyj”, „Brawyj”, „Bystryj”, „Blestiaszczij”, „Biedowyj” i „Biezupriecznyj” oraz cztery torpedowce i trzy transportowce). W trzecim dniu wojny rosyjsko-japońskiej znajdujące się na Morzu Czerwonym okręty dotarły do Dżibuti, lecz wobec ogłoszenia przez Francję neutralności musiały opuścić port i rozpoczęły powrót do kraju, osiągając Libawę w dniach 5 kwietnia?/18 kwietnia–10 kwietnia?/23 kwietnia, gdzie zespół kadm. Wireniusa został rozformowany (okręty przeszły do Kronsztadu).
Już 17 kwietnia?/30 kwietnia 1904 roku rozpoczęto formowanie nowego zespołu okrętów przeznaczonego do wysłania na Daleki Wschód, który otrzymał nazwę II Eskadry Oceanu Spokojnego (jego dowódcą został mianowany kadm. Zinowij Rożestwienski). Mimo różnicy zdań odnośnie celowości wysłania większości okrętów Floty Bałtyckiej w tak daleki rejs, 2 października?/15 października port w Libawie opuściło 28 jednostek – siedem pancerników, sześć krążowników (dwa pancerne i cztery pancernopokładowe), osiem niszczycieli i siedem okrętów pomocniczych (w późniejszym czasie Eskadrę miało dogonić jeszcze sześć–siedem niegotowych w tym momencie okrętów). Niszczyciele „Bodryj” i „Biezupriecznyj” wraz z krążownikiem „Aurora” weszły w skład zespołu jednostek pomocniczych, który tworzyły transportowce „Anadyr” i „Małaja”, okręt warsztatowy „Kamczatka” oraz – na czas rejsu po Bałtyku – lodołamacz „Jermak”. Po dotarciu na przełomie października i listopada do Tangeru Eskadra została podzielona: zespół wadm. Rożestwienskiego udał się w dalszy rejs drogą wokół Afryki, a zespół kadm. Felkerzama popłynął przez Kanał Sueski. Niszczyciele „Blestiaszczij”, „Bystryj”, „Brawyj”, „Bujnyj”, „Biedowyj”, „Bodryj” i „Biezupriecznyj” opuściły Tanger 16 października?/29 października i 17 października?/30 października, docierając po dwóch dniach do Algieru, a 23 października?/5 listopada–24 października?/6 listopada do Bizerty, skąd wraz z krążownikiem „Swietłana” udały się do Zatoki Suda, dopływając tam 27 października?/9 listopada. Po długotrwałym postoju, wykorzystanym na uzupełnienie zapasów i bunkrowanie węgla, 8 listopada?/21 listopada zespół kadm. Felkerzama udał się w stronę Port Saidu, docierając do portu 11 listopada?/24 listopada. Niszczyciele jako pierwsze pokonały Kanał, dopływając do Suezu 13 listopada?/26 listopada; nazajutrz całość zespołu udała się w dalszy rejs, docierając 20 listopada?/3 grudnia do Dżibuti. Po uzupełnieniu zapasów paliwa i żywności 1 grudnia?/14 grudnia okręty opuściły Dżibuti i skierowały się w kierunku wyspy Nossi-bé, przeprowadzając po drodze w rejonie Komorów ćwiczenia artyleryjskie; zespół dotarł do portu 15 grudnia?/28 grudnia. Oprócz bunkrowania konieczne były naprawy i przeglądy maszyn i mechanizmów niszczycieli, gdyż w wyniku długiej, liczącej ponad 10 000 km podróży tylko stan techniczny „Biedowyja” i „Bodryja” umożliwiał samodzielne pływanie. 28 grudnia 1904?/10 stycznia 1905 roku Nossi-bé osiągnął zespół wadm. Rożestwienskiego i nastąpiło połączenie sił II Eskadry Oceanu Spokojnego. Wobec upadku Port Artur okręty rosyjskie rozpoczęły długotrwały postój na redzie Nossi-bé, przeprowadzając co jakiś czas ćwiczenia w strzelaniu i manewrowaniu. W dalszy rejs Eskadra wyszła dopiero 3 marca?/16 marca, obierając kurs na Cieśninę Malakka, wielokrotnie bunkrując węgiel na pełnym oceanie i docierając do jej wejścia 23 marca?/5 kwietnia. Podczas rejsu przez Ocean Indyjski na niszczycielach występowały liczne awarie maszyn i mechanizmów, które spowodowały konieczność wzięcia ich na hol przez transportowce. 26 marca?/8 kwietnia okręty rosyjskie minęły Singapur i dotarły 1 kwietnia?/14 kwietnia do Zatoki Cam Ranh. Stamtąd, po przeprowadzeniu wielu ćwiczeń oraz uzupełnieniu zapasów węgla i pożywienia na pokładach okrętów, między 9 kwietnia?/22 kwietnia a 13 kwietnia?/26 kwietnia Eskadra przepłynęła do Zatoki Wan Fong, gdzie dalej odbywały się ćwiczenia i zaopatrywanie jednostek. 26 kwietnia?/9 maja do Zatoki Wan Fong dopłynęła III Eskadra Oceanu Spokojnego pod dowództwem kadm. Nikołaja Niebogatowa, łącząc się z siłami Rożestwienskiego. 1 maja?/14 maja rosyjskie okręty wyruszyły w stronę Tajwanu, początkowo z niszczycielami na holu, jednak od 5 maja?/18 maja z powodu możliwego kontaktu z siłami japońskimi niszczyciele rozpoczęły rejs o własnych siłach, oznaczone na kominach zmieniającymi się co dobę znakami rozpoznawczymi.

### Bitwa pod Cuszimą
12 maja?/25 maja składająca się z 38 okrętów Eskadra skierowała się w stronę Cieśniny Koreańskiej. „Blestiaszczij” wchodził w skład 2. dywizjonu niszczycieli (wraz z „Bodrym”, „Biezupriecznym”, „Gromkim” i „Groznym”), płynąc po prawej stronie krążowników kadm. Enkwista. Według wydanego przez Rożestwienskiego jeszcze 26 kwietnia?/9 maja rozkazu nr 244, niszczyciele w nadchodzącym starciu miały pełnić funkcję ratowniczą wobec pancerników, gotowe do przyjęcia na swe pokłady ich dowódców i sztaby w obliczu uszkodzeń odniesionych podczas wymiany ognia artyleryjskiego z siłami głównymi przeciwnika. Rankiem 14 maja?/27 maja rosyjskie okręty zostały wykryte przez Japończyków, którzy rozpoczęli przygotowania do bitwy. Około 10:00 główne siły Eskadry przyjęły szyk torowy, a krążowniki i niszczyciele miały osłaniać je przed spodziewanymi atakami torpedowców i niszczycieli wroga. Około godziny 13:00 rosyjskie siły główne przyjęły z powrotem szyk dwukolumnowy, a niszczyciele 2. dywizjonu zostały skierowane wraz z dwoma zespołami krążowników do osłony transportowców, które poruszały się z tyłu lewej kolumny sił głównych. O 13:30 Rożestwienski nakazał zwrot w lewo i ponowne uformowanie sił głównych w jedną kolumnę, a osłaniane przez krążowniki i niszczyciele 2. dywizjonu transportowce przeszły na prawą stronę zespołu pancerników. Na przedzie kolumny transportowców płynęły krążowniki „Oleg” i „Aurora”, po jej lewej stronie „Dmitrij Donskoj” z niszczycielami „Bodryj”, „Blestiaszczij”, „Biezupriecznyj”, „Gromkij” i „Groznyj”, po prawej „Władimir Monomach”, a szyk zamykały „Swietłana”, „Ałmaz” i krążownik pomocniczy „Urał”. Około 14:00 zespół transportowców został zaatakowany przez japońskie siły lekkie: 4 zespół bojowy wadm. Uryū, 3 zespół wadm. Dewy, 5 zespół kadm. Taketomiego i 6 zespół kadm. Tōgō, liczące łącznie jeden pancernik i 15 krążowników. Podczas walki niszczyciele płynęły w bezpośredniej ochronie transportowców, a krążowniki usiłowały odciągnąć wrogie okręty od ochranianych jednostek. „Bodryj” uratował sternika ze staranowanego przez transportowiec „Anadyr” holownika „Ruś”, a wkrótce po tym otrzymał trafienie w pancerną maskę działa kalibru 47 mm, co spowodowało, prócz zniszczenia podajnika i pożaru amunicji, śmierć jednego i rany pięciu członków załogi. 
Po zakończeniu dziennego boju rosyjska eskadra wykonała zwrot na południowy zachód, chcąc uniknąć japońskich nocnych ataków torpedowych. Większość z jej dziewięciu niszczycieli była uszkodzona (w tym „Bodryj”); podobnie uszkodzone były krążowniki. W nocy okręty Eskadry zostały rozproszone – okręt flagowy kadm. Enkwista „Oleg” przyspieszył do prędkości 18 węzłów i pociągnął za sobą pozostałe krążowniki i niszczyciele, które opuściły siły główne; większość okrętów nie mogła jednak utrzymać tej prędkości i zaczęły one w różnych miejscach zawracać, a kursem wyznaczonym przez „Olega” podążały jedynie krążowniki „Aurora” i „Żemczug”, transportowce „Anadyr” i „Korieja”, holownik „Swir” oraz dwa niszczyciele: ciężko uszkodzony „Blestiaszczij” oraz lekko „Bodryj”. Około godziny 23:00 „Bodryj” dopłynął do rozwijającego z trudnością prędkość 14 węzłów „Blestiaszczija”, zrezygnował z planów przejścia do Władywostoku i zawrócił w kierunku Szanghaju. Rankiem 15 maja?/28 maja znajdujący się w odległości 55 km na południowy zachód od Shimono-shimy „Blestiaszczij” zaczął tonąć, więc rozpoczęto przeładunek węgla i ewakuację załogi na siostrzany „Bodryj”. Po dostrzeżeniu na horyzoncie dymów przeładunek wstrzymano (zdołano przenieść zaledwie 300 kg węgla), po czym po otwarciu zaworów dennych około godziny 6:00 „Blestiaszczij” zatonął. Od tego momentu poprzez Morze Wschodniochińskie „Bodryj” samotnie zmierzał w kierunku Szanghaju. 16 maja?/29 maja maja okręt wpłynął w strefę tajfunu, a następnego dnia skończył się węgiel; najpierw w kotłach spalono wszystkie drewniane elementy (łącznie z dwoma szalupami), a następnie załoga uszyła prowizoryczne żagle i z pomocą ich oraz przypływu powoli zbliżała się do chińskiego wybrzeża. Na okręcie kończyły się zapasy słodkiej wody i żywności, które zaczęto racjonować; zmarło też dwóch ciężko rannych marynarzy. 20 maja?/2 czerwca niszczyciel został wzięty na hol przez przepływający obok brytyjski statek „Kwei Lin”, dzięki któremu „Bodryj” dotarł 22 maja?/4 czerwca do Szanghaju, gdzie został internowany. W listopadzie 1905 roku, po zakończeniu działań wojennych, niszczyciel został zwrócony Rosji .

### Dalsza służba
W 1909 roku dokonano modernizacji uzbrojenia jednostki: zdemontowano wszystkie wyrzutnie torped kalibru 381 mm i wszystkie działka kalibru 47 mm, instalując w zamian dwie pojedyncze wyrzutnie torped kalibru 450 mm oraz drugą armatę kalibru 75 mm Canet i sześć pojedynczych karabinów maszynowych kalibru 7,62 mm . Podczas I wojny światowej bazował we Władywostoku. Podczas wojny domowej okręt został 30 czerwca 1918 roku zdobyty we Władywostoku przez Japończyków, a następnie zdewastowany przez wycofujących się Białych w 1922 roku . Przejęty przez Armię Czerwoną niszczyciel nie został nigdy naprawiony i złomowano go w tym samym roku  .